# 入来院重通
入来院 重通（いりきいん しげみち）は、江戸時代前期の薩摩藩士。薩摩入来領主、入来院氏17代当主。祖父は島津義虎。

## 生涯
慶長13年（1608年）、島津氏の家臣・入来院重高の子として生まれる。元和7年（1621年）12月、藩主・島津忠恒の命で犬追物が行われ、射手を務めた。
寛永9年（1632年）6月28日、父に先立って没した。享年25。家臣・大山三郎兵衛が殉死した。家督は嫡男・重頼が相続した。